# Yang Li (football)
 (février 2019).
Pour les articles homonymes, voir Yang Li.
Yang Li, née le 26 février 1993 à Lianyungang, est une footballeuse internationale chinoise.
Elle se fait remarquer durant Coupe d'Asie des nations 2014, en finissant co-meilleure buteuse avec la coréenne Park Eun-sun, avec un total de six buts marqués.

## Biographie

### Carrière internationale
Yang Li fait partie des joueuses sélectionnées pour la Coupe d'Asie des nations 2014. Dès ses débuts, Yang met la barre haut, en marquant un quadruplé face à la Thaïlande (7-0). Lors du second match de groupe, Yang marque le troisième but face à la Birmanie, pour assurer la qualification à son équipe en demi-finale. Le 22 mai 2014, la Chine perd 2-1 face au futur champion d'Asie, le Japon, en prolongation. Pour le match de la troisième place, Yang Li inscrit son sixième but de la compétition, et offre la victoire, en toute fin de match, à son équipe, qui termine donc la compétition en troisième position.

## Palmarès
- Troisième de la Coupe d'Asie des nations 2014 avec l'équipe de Chine
- Vainqueur du Tournoi des quatre nations en 2014 et 2016 avec l'équipe de Chine

## Distinctions personnelles
- Co-meilleure buteuse de la Coupe d'Asie des nations 2014 (six buts, à égalité avec Park Eun-sun)